# راديكس إيس إنترتينمنت
شركة راديكس إيس إنترتينمنت (باليابانية: 株式会社ラディクスエースエンタテインメント، بالروماجي: Kabushiki-gaisha Radikusu Ēsu Entateinmento) هو استوديو رسوم متحركة ياباني، تأسس في 6 ديسمبر عام 1995 وأغلق 1 أكتوبر عام 2006، ويقع مقره في تشيودا في طوكيو. كان اسم الاستوديو راديكس في البداية حتى تغير في عام 2005 إلى راديكس إيس إنترتينمنت.

## أعمال الاستوديو

### مسلسلات أنمي تلفزيونية
- سيد البعوض '99 (1997–1998)
- موبيوس الصامت (1998)
- نازكا (1998)
- أندرويد كيكايدر (2000–2001 بالتعاون مع Studio OX)
- بيبي فيلكس (2000–2001)
- شياواسي سو نو أوكوجو - سان (2001–2002)
- ويب دايفر (2001–2002)
- هايباني رينميه (2003)
- ديفرجنس إيف (2003)
- وندير بيبيل - كون (2003–2004)
- سجلات ميساكي (2004)
- تسوكي وا هيغاشي ني وا نيشي ني (2004)
- ويند: أبريث أوف هارت (2004)
- كويك بارتي ريفوليشن (2005 بالتعاون مع كاوس بروجيكت)
- أكاهوري غيدو هور رابوغ (2005)
- لوف غيت تشو (2006)
- ليمون أنجيل بروجيكت (2006)
- باكي غيامون (2006–2007)

### أوفا / أونا
- سيد البعوض (1996–1997)
- حروب ساكورا: أزهار الكرز المتفتحة الرائعة (1997–1998)
- أميزنغ نيرس ناناكو (1999–2000)
- حروب ساكورا: أزهار الكرز المتألقة الرائعة (1999–2000)
- كيكايدير 01: ذا أنيميشن (2001–2002 بالتعاون مع Studio OX)
- حروب ساكورا: سومير (2002)
- ذا بوي وذ ذا غويتار: كيكايدير ضد إينازومان (2003 بالتعاون مع Studio OX)
- Vie Durant (2003)
- حروب ساكورا: مدرسة دي باريس (2003)
- تسوكي وا هيغاشي ني وا نيشي ني (2004)
- حروب ساكورا: لو نوفو باريس (2004–2005)
- كريم ليمون: نيو جنريشن (2006)
- قطرات العسل (2006)

## وصلات خارجية
- راديكس إيس إنترتينمنت على موقع IMDb (الإنجليزية)
- راديكس إيس إنترتينمنت على موقع ANN company (الإنجليزية)